# 三殿台遺跡

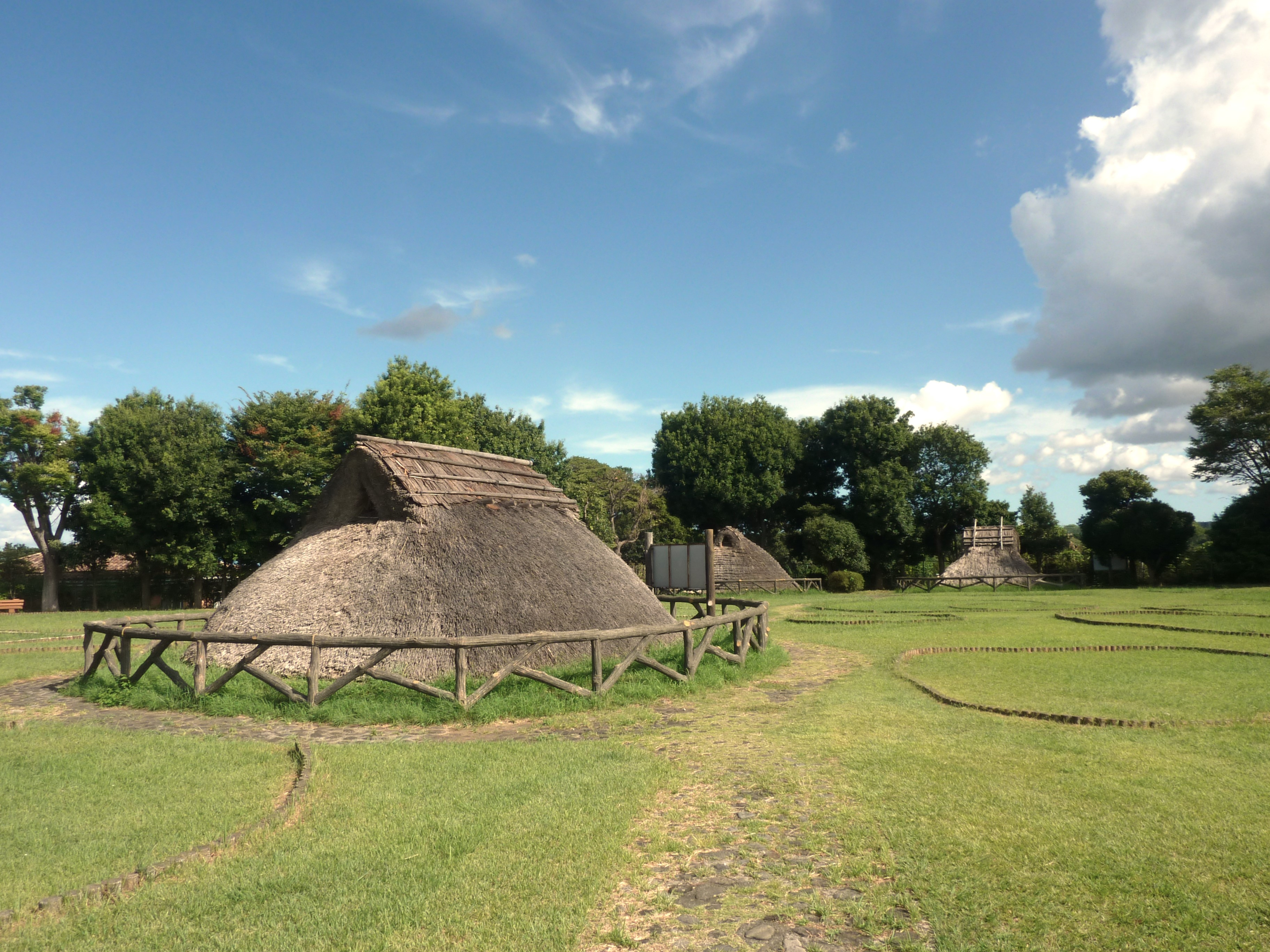
三殿台遺跡

三殿台遺跡（さんとのだいいせき）は、神奈川県横浜市磯子区岡村にある縄文時代から古墳時代にかけての集落からなる大規模な複合遺跡である。国の史跡。250棟以上の竪穴建物跡が見つかり、その大部分が弥生時代のものである。遺跡は現地保存されており、敷地内に復元建物や遺構の保護施設がある。また展示施設横浜市三殿台考古館があり、出土した遺物などが展示されている。

## 概要
標高約55メートルの小高い台地上の住宅街の一角にある。遺跡範囲は広さ約10000平方メートルが保存されているが、既に消滅した部分を含めると本来は40000平方メートルの規模だったと推定されている。
この周辺の丘の斜面に貝塚が点在していたことから、1899年（明治32年）に遺物を採集し、鳥居龍蔵と共に調査をした地元の医師、藤田清玐（せいはち）が「屏風ヶ浦岡村貝塚」として『東京人類學會雑誌』で紹介した。その後小規模な発掘調査が何度か行われた。
1961年（昭和36年）、遺跡の乗る台地が隣接する横浜市立滝頭小学校岡村分校（現・横浜市立岡村小学校）の校地拡張予定地となったことで、和島誠一を主任として大規模な発掘調査が行われ、約10000平方メートルの遺跡残存部全域が発掘され、縄文・弥生・古墳の3時代に亘る集落跡が確認された。1966年（昭和41年）に国の史跡に指定され、翌1967年（昭和42年）、三殿台考古館が開館し遺跡とともに公開された。建物跡は252棟が確認され、うち8棟が縄文時代、43棟が古墳時代、残余の大部分が弥生時代のものである。

## 施設

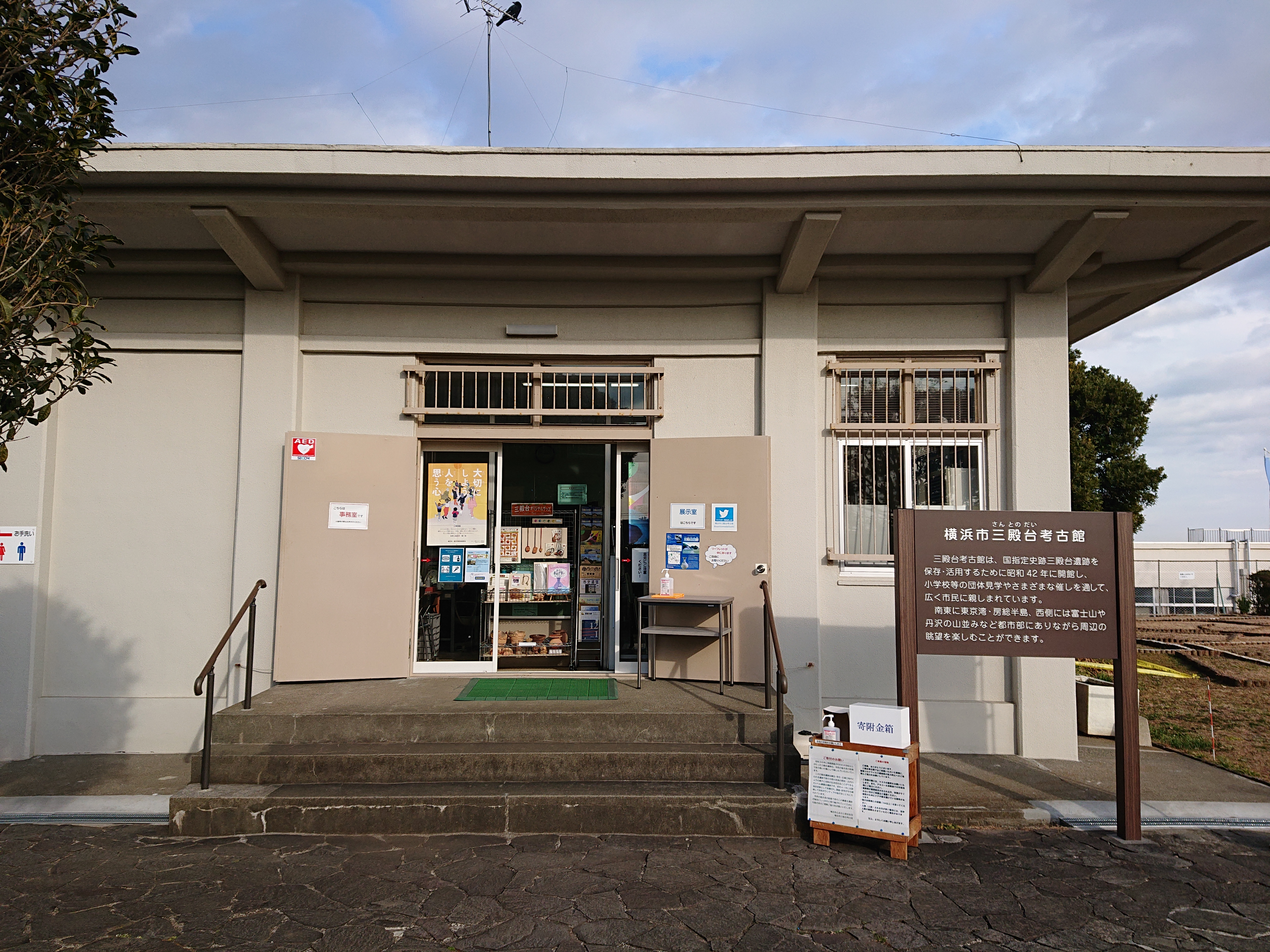
横浜市三殿台考古館外観

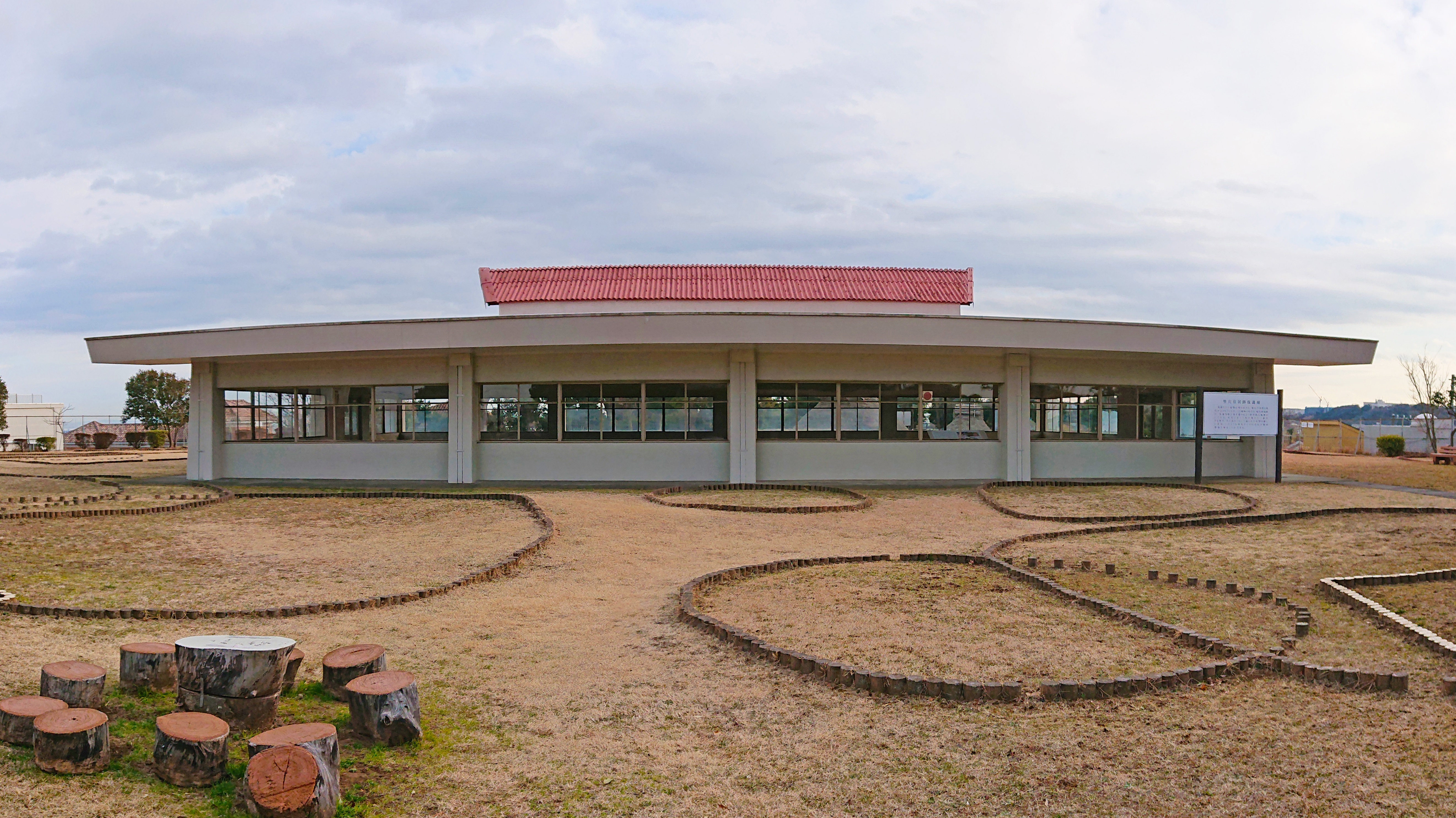
横浜市三殿台考古館・建物跡保護棟。建物周囲に並ぶ杭列は竪穴建物跡の検出地点を示したもの。

## 所在地・交通
神奈川県横浜市磯子区岡村4-11-22
- 横浜市営地下鉄ブルーライン：弘明寺駅から市営バス219系統三殿台公園下車徒歩3分（ただし弘明寺駅からのバスは1時間に2本程度であり、駅からの徒歩では約20分[6]）。
- 横浜市営地下鉄ブルーライン蒔田駅下車徒歩20分

## イベント
考古館における展示のほか、勾玉作りや弓射ち体験、土器作り体験などのイベントを年間を通して開催している。またオリジナルグッズ販売も行っている（横浜市埋蔵文化財センターでは通信販売）。

## その他
横浜出身の音楽ユニットゆずの5thアルバム『すみれ』（2003年）付属ブックレットの写真に、本遺跡内で撮影されたものがあり、ゆずファンも訪れるスポットとなっている。